# Desaparición de Brittanee Drexel
La noche del 25 de abril de 2009, Brittanee Drexel, de 17 años, de Chili, Nueva York, salió del Hotel Bar Harbor en Myrtle Beach, Carolina del Sur, donde estaba alojada junto con unos amigos en un viaje de vacaciones de primavera que había realizado sin conocimiento o permiso de su madre. Se dirigió a otro hotel a poca distancia y, desde allí, le envió un mensaje de texto a su novio para decirle que iba a ver a otro amigo en el otro hotel. No ha sido vista desde entonces. 
La policía no tuvo pistas hasta 2016, cuando se anunció que un interno de la prisión había dicho a la policía que Drexel había sido secuestrada y asesinada. El hombre acusado por el informante negó ser responsable de cualquier presunto delito. Con base en esa información, el FBI considera el caso como un homicidio, aunque sin identificar a ningún sospechoso. 
En mayo de 2022, Raymond Moody, un hombre registrado en la base de datos de depredadores sexuales, fue arrestado por la policía bajo cargos de secuestro, asesinato y conducta sexual agravada. En octubre de ese mismo año Raymond se declaró culpable de todos los cargos. Los restos de Brittanee Drexel fueron recuperados una semana después en un área de bosques en Georgetown aproximadamente a 53 km de donde Drexel fue vista por última vez.

## Antecedentes
Brittanee Drexel nació en el área de Rochester, Nueva York, en 1991, de su madre Dawn y un hombre de ascendencia turca. Chad Drexel adoptó a Brittanee cuando se casó con Dawn, poco después del nacimiento de Brittanee. Después de que Chad terminó el servicio militar la familia vivió en el suburbio de Chili. A Brittanee le gustó el fútbol desde muy temprano; en Gates Chili High School jugó en el equipo universitario femenino. Amigos y familiares la recuerdan como particularmente rápida con la pelota a pesar de su baja estatura.
Brittanee tenía pensado estudiar enfermería o cosmetología, o incluso modelaje. Había nacido con vítreo primario hiperplásico persistente en su ojo derecho, que requirió varias cirugías, y no veía con ese ojo. Para disimular la tendencia del ojo al estrabismo, usaba lentes de contacto que le daban una apariencia distintiva.
Dawn y Chad se separaron en 2008, una circunstancia que no fue fácil para Brittanee, lo que afectó negativamente a su rendimiento académico; Chad dice que también agravó la depresión que había sufrido durante mucho tiempo. Permaneció con su madre pero mantuvo un contacto cercano con Chad. En abril de 2009, le preguntó a Dawn si podía ir a Myrtle Beach, Carolina del Sur, durante las vacaciones de primavera con su novio y algunas amigas. Su madre se negó porque no conocía a los otros adolescentes y no los acompañaban adultos; también tuvo una premonición de que algo malo sucedería. Esto llevó a discusiones entre las dos durante varios días hasta que Brittanee le preguntó si podía ir a la casa de un amigo por un día o dos para calmarse. Dawn se lo permitió, pero ese día, 22 de abril de 2009, Brittanee se fue a Carolina del Sur con los otros estudiantes sin decirle nada a su madre.
Tres días después, durante el día, Brittanee llamó a su madre después de llegar a Myrtle Beach, donde el grupo se hospedó en el Hotel Bar Harbor. "Dijo que estaba en la playa". Dawn no encontró nada fuera de lo normal en ese comentario; en el área de Rochester que a menudo se entiende como la costa del lago Ontario. Una excursión allí le parecía normal ya que, recuerda, hacía una temperatura de 27 °C en la zona ese día.

## Desaparición
Esa noche, alrededor de las 8 p. m., Drexel dejó a sus amigos en el Bar Harbor Hotel en primera línea de playa para caminar unos 2,4 km hacia el sur por South Ocean Boulevard hasta otro hotel, el Blue Water Resort, para visitar a un antiguo amigo que se hospedaba allí. Las cámaras de seguridad en Blue Water la muestran llegando, vestida con una camiseta sin mangas, en blanco y negro, chanclas y pantalones cortos, con un bolso beige y luego saliendo alrededor de las 8:45. No ha sido vista desde entonces.
Sin embargo, continuó enviando mensajes de texto a su novio, quien había decidido quedarse en el área de Rochester. Desde alrededor de las 9:15 p. m., ya no hubo más mensajes de texto y él comenzó a llamar a sus amigos en Myrtle Beach para ver si sabían dónde estaba o qué había sucedido. Cuando esos esfuerzos no dieron resultado, llamó a Dawn Drexel.
Dawn no sabía que su hija estaba en Myrtle Beach hasta que recibió esa llamada telefónica. Llamó a su marido separado y luego a la policía de Rochester, con la esperanza de que pudieran establecer comunicación con sus amigos en Carolina del Sur. Las repetidas llamadas y mensajes de texto al teléfono móvil de Brittanee quedaron sin respuesta.

## Investigación
La policía de Myrtle Beach comenzó a buscar a Brittanee a la mañana siguiente. Localizaron las imágenes de la cámara de seguridad del Blue Water y encontraron al amigo que había visitado. La última persona que la había visto antes de irse fue identificada como Peter Brozowitz, un promotor de clubes nocturnos de 20 años que Brittanee conocía del área de Rochester y que también estaba de vacaciones en Myrtle Beach. Aparentemente se habían conocido en un club nocturno local la noche anterior. La policía entrevistó a Brozowitz y a los hombres con los que estaba compartiendo las habitaciones de su hotel, después de lo cual dijeron que "todos habían sido interrogados", y agregó que no tenían a ningún sospechoso.
La policía registró la habitación de Brittanee, encontrando toda la ropa que había llevado en la maleta, pero no su bolso o su teléfono móvil. Se rastreó la señal del teléfono en una zona a lo largo de la ruta 17 de los EE. UU., cerca del límite del condado de Georgetown - Charleston, hasta que se vio que la señal se había detenido abruptamente temprano en la mañana del 26 de abril. Se buscó durante 11 días en áreas cercanas y alrededor de Myrtle Beach donde alguien podría haber arrojado un cuerpo. En 2011, la policía registró un departamento en el condado de Georgetown, pero ese esfuerzo no arrojó ninguna información que ayudara a identificar a un sospechoso.
Dawn y Brozowitz tuvieron varias confrontaciones en el programa de televisión Dr. Phil, durante el cual Brozowitz a menudo expresó su frustración por el daño a su reputación. El canal de cable de Investigation Discovery, Desaparecido, dedicó un segmento al caso en octubre de 2010.
Dawn, que había ido a Myrtle Beach el día después de la desaparición de su hija, se mudó allí permanentemente, tanto para estar cerca de donde Brittanee había sido vista por última vez como para seguir mejor el progreso de la investigación. En un artículo periodístico de 2014 en el quinto aniversario del caso, expresó su teoría de que Brittanee se había ido a Myrtle Beach sin su permiso porque a su hija le habían "prometido algo", como un trabajo de modelaje, en el que Brittanee habría estado interesada. Una vez allí, ella cree que Brittanee fue secuestrada; la policía de Myrtle Beach, sin embargo, piensa que en su jurisdicción no existía tráfico sexual.

## Alegaciones de Taquan Brown
En junio de 2016, el FBI, que también había intervenido en el caso, anunció en una conferencia de prensa que creía que Drexel había sido asesinada poco después de su desaparición. La habían secuestrado en Myrtle Beach y llevado a algún lugar cercano a Georgetown, cerca de donde habían terminado los pines de seguimiento del teléfono móvil, y allí la mataron. La oficina ofreció una recompensa de 25,000 dólares por información que condujera a la resolución del caso.
Dos meses después, el diario The Post and Courier informó sobre las imputaciones con más detalle, basándose en una transcripción de una audiencia de fianza para Timothy Da'Shaun Taylor, un recluso que cumplía condena en una prisión estatal por un cargo no relacionado. El agente del FBI Gerrick Muñoz testificó que a principios de ese año, otro preso de Carolina del Sur, Taquan Brown, que había comenzado a cumplir una condena de 25 años por homicidio involuntario, les dijo que en 2009, poco después de que Drexel desapareciera, había ido a visitar una casa segura en McClellanville y le dio dinero a Shaun Taylor, el padre de Timothy.
Mientras estaba en la casa, Brown le dijo a Muñoz que vio a Timothy abusar sexualmente de Drexel, con otros hombres también allí presentes. Fue hacia el patio trasero, donde encontró a Shaun y le hizo su pago. Mientras hablaban, Drexel salió corriendo de la casa, pero pronto fue vuelta a capturar. Brown dijo que vio a Timothy golpear con una pistola a Drexel y luego llevarla de vuelta a la casa, donde escuchó dos disparos, por lo que supuso que habían asesinado a Drexel. Poco después, dijo Brown, vio que sacaban un cuerpo envuelto de la casa; dijo que fue arrojado en uno de los muchos estanques de cocodrilos en la zona.
La declaración de Brown a los investigadores, dijo Muñoz, fue corroborada parcialmente por la información recibida de otro informante, no identificado pero descrito como encarcelado en la cárcel del condado de Georgetown en el momento en que habló con las autoridades. Según el segundo recluso, Timothy había recogido a Drexel en Myrtle Beach y la había llevado a McClellanville, donde la mostró a sus amigos y trató de venderla con fines de tráfico sexual. Pero cuando el caso llamó mucho la atención de los medios, Timothy decidió matarla para evitar el arresto.

### Cargos federales
La audiencia de fianza se llevó a cabo después del arresto de Timothy por una acusación federal de interferir en el comercio interestatal por amenaza o violencia, derivada de un robo en 2011 en un restaurante McDonald's en Mount Pleasant, donde había sido el conductor en la huida. Inusualmente, ya había sido condenado por su participación en el delito en un tribunal estatal y había sido condenado a libertad condicional, que había terminado en el momento de los cargos federales.